# Tennis ai XIX Giochi panamericani
I tornei di tennis ai XIX Giochi panamericani si sono svolti al Centro de Esportes de Raquete di Santiago del Cile in Cile, dal 23 al 29 ottobre 2023. Cinque sono gli eventi che si sono disputati: i singolari maschile e femminile, i doppi maschile e femminile e il doppio misto.

## Risultati
| Evento                         | Oro                                          | Argento                                 | Bronzo                                         |
| Singolare maschile (dettagli)  | Facundo Díaz Acosta                          | Marcelo Tomás Barrios Vera              | Thiago Monteiro                                |
| Doppio maschile (dettagli)     | Brasile Gustavo Heide Marcelo Demoliner      | Cile Tomás Barrios Alejandro Tabilo     | Rep. Dominicana Nick Hardt Roberto Cid Subervi |
| Singolare femminile (dettagli) | Laura Pigossi                                | María Carlé                             | Julia Riera                                    |
| Doppio femminile (dettagli)    | Brasile Laura Pigossi Luisa Stefani          | Colombia Fernanda Herazo Paulina Pérez  | Argentina María Lourdes Carlé Julia Riera      |
| Doppio misto (dettagli)        | Colombia Yuliana Lizarazo Nicolás Barrientos | Brasile Luisa Stefani Marcelo Demoliner | Argentina Martina Capurro Facundo Díaz Acosta  |

## Medagliere
| Posizione | Nazione         | Oro | Argento | Bronzo | Totale |
| --------- | --------------- | --- | ------- | ------ | ------ |
| 1         | Brasile         | 3   | 1       | 1      | 5      |
| 2         | Argentina       | 1   | 1       | 3      | 5      |
| 3         | Colombia        | 1   | 1       | 0      | 2      |
| 4         | Cile            | 0   | 2       | 0      | 2      |
| 5         | Rep. Dominicana | 0   | 0       | 1      | 1      |
| Totale    | Totale          | 5   | 5       | 5      | 15     |